# Opus emplectum

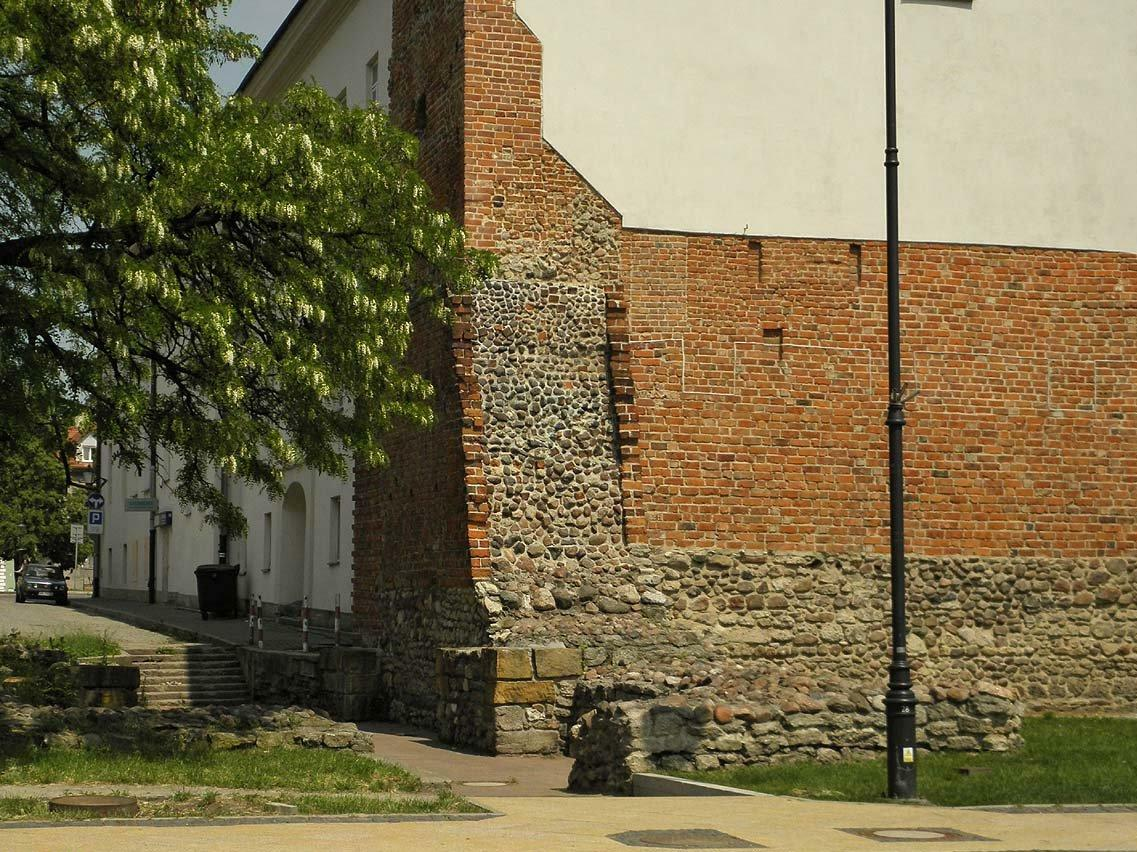
Relikty Bramy Krakowskiej w ciągu murów obronnych Miasta Kazimierzowskiego w Radomiu

Opus emplectum – technika budowlana, polegająca na układaniu zewnętrznej i wewnętrznej części muru z ociosanych bloków kamiennych (czasem z cegieł) i wypełnianiu przestrzeni między nimi kruszonym kamieniem zalanym zaprawą. Zewnętrzne ściany są spajane poprzecznie ułożonymi cegłami – diatonoi.
W technice tej zbudowana została znaczna część budowli średniowiecznych, m.in. kolegiata w Tumie pod Łęczycą, kościół w Strzelnie czy mury obronne Nowego Miasta w Radomiu.